# آوراهام لو
آوراهام لو (عبری: אברהם לב‎؛ زادهٔ ۲۴ اوت ۱۹۴۸) بازیکن فوتبال اهل اسرائیل بود.
از باشگاه‌هایی که در آن بازی کرده‌است می‌توان به باشگاه فوتبال بیتار اورشلیم اشاره کرد.
وی همچنین در تیم ملی فوتبال اسرائیل بازی کرده‌است.